# Bellaré
Bellaré est une commune située dans le département de Seytenga, dans la province du Séno, région du Sahel, au Burkina Faso.

## Géographie
La commune est traversée par la route nationale 24 reliant Dori à Sebba.